# Цуцуру (Валча)
Цуцуру (рум. Țuțuru) насеље је у Румунији у округу Валча у општини Градиштеа. Oпштина се налази на надморској висини од 314 m.

## Становништво
Према подацима из 2002. године у насељу је живело 409 становника, од којих су сви румунске националности.